# Màquina d'escriure d'estil Shu
La màquina d'escriure d'estil Shu (xinès simplificat: 舒式打字机, pinyin: Shū Shì Dǎzìjī) és un tipus de màquina d'escriure adaptada per als caràcters xinesos creada per Shu Zhendong i comercialitzada en la dècada del 1920.
Fou la primera màquina d'escriure adaptada a l'escriptura xinesa amb distribuició comercial. Es va crear el 1919 i patentar el 1922. Distribuida per la Commercial Press de Shanghai, va rebre cobertura internacional en ser exhibida a l'Exposició Internacional del Sesquicentenari de Filadèlfia, als Estats Units, el 1926.
El 1922, per a promocionar el producte, Wan Laiming i Wan Guchan van fer un curtmetratge publicitari, que és la primera pel·lícula de la història del cinema d'animació xinés.